# Chloormethaan
Chloormethaan (ook bekend onder de namen methylchloride, R-40 en HCC 40) is een organische verbinding die veel wordt gebruikt als koudemiddel (Freon 40). Bij kamertemperatuur is het een kleurloos en brandbaar gas met een licht zoete geur. Vanwege de giftigheid wordt het tegenwoordig niet meer in consumentenproducten toegepast. Chloormethaan is een goed substraat voor SN2-reacties.

## Synthese
Chloormethaan werd in 1835 voor het eerst bereid door de Franse chemici Jean-Baptiste Dumas en Eugene Peligot door het koken van een mengsel van methanol, zwavelzuur en natriumchloride. De vorming van chloormethaan verloopt via een SN2-reactie. De tegenwoordige bereidingswijze wijkt daar weinig van af.
Theoretisch kan chloormethaan ook gemaakt worden door de reactie tussen chloorgas en methaan. In dit geval verloopt de vorming van choormethaan via een radicaalreactie. Omdat chloormethaan zelf ook met chloorgas kan reageren, en dit sneller doet dan methaan, ontstaan vooral di- en trichloormethaan. Technisch is dit een reële belangrijke syntheseroute.